# John B. Taylor
John Brian Taylor (nacido el 8 de diciembre de 1946) es el titular de la Cátedra María y Robert Raymond de Economía en la Universidad de Stanford, y el George P. Shultz Senior Fellow en Economía de la Universidad de Stanford en la Hoover Institution.

## Trayectoria
Nacido en Yonkers, Nueva York, se graduó de Shady Side Academy y obtuvo su A.B. de la Universidad de Princeton en 1968 y Ph.D. de Stanford en 1973, ambos en economía. Enseñó en la Universidad de Columbia de 1973-1980 y en el Departamento de Economía y Escuela Woodrow Wilson de la Universidad de Princeton de 1980 a 1984 antes de regresar a Stanford. Ha recibido varios premios de enseñanza e imparte cursos introductorios de economía en Stanford, así como cursos de doctorado en economía monetaria.
En una investigación publicada en 1979 y 1980, desarrolló un modelo de fijación de precios y salarios -llamado modelo de contrato escalonado- que sirvió de base para una nueva clase de modelos empíricos con expectativas racionales y precios fijos -a veces denominados nuevos modelos keynesianos.
En un documento de 1993, propuso la regla de Taylor, destinada como una recomendación sobre cómo deberían determinarse las tasas de interés nominales, que luego se convirtió en un resumen aproximado de cómo los bancos centrales realmente las establecen. Ha sido activo en política pública, sirviendo como Subsecretario del Tesoro para Asuntos Internacionales durante el primer mandato de la Administración de George W. Bush. Su libro Global Financial Warriors narra este período. Fue miembro del Consejo Presidencial de Asesores Económicos durante la Administración George H. W. Bush y Economista Principal en el Consejo de Asesores Económicos durante las administraciones Ford y Carter.
En 2012 fue incluido en la lista de los 50 más influyentes de la revista Bloomberg Markets. Thomson Reuters enumera a Taylor entre los "ganadores de las citas" que probablemente sean los ganadores futuros del Premio Nobel de Economía.

## Contribuciones académicas
Sus investigaciones —incluyendo el modelo escalonado de contrato, la regla de Taylor, y la construcción de una política de equilibrio de la curva de Taylor empleando los modelos de expectativas racionales—, ha tenido un impacto importante en la teoría económica y la política. el expresidente de la Reserva Federal, Ben Bernanke, ha dicho de Taylor que "su influencia en la teoría monetaria y la política ha sido profunda," y de la expresidenta de la Reserva Federal, Janet Yellen , ha señalado que el trabajo de Taylor "ha afectado a la forma en que los políticos y los economistas analizan la economía y el enfoque de la política monetaria."
Taylor contribuyó al desarrollo de métodos matemáticos para la resolución de los modelos macroeconómicos, bajo el supuesto de expectativas racionales, en 1975 en un artículo en la Revista de Economía Política mostró cómo el aprendizaje gradual podría ser incorporado en los modelos de expectativas racionales. En un artículo de 1979 en Econometrica presentó uno de los primeros modelos econométricos con la superposición de fijación de precios y expectativas racionales, el que más tarde se expandió a un gran modelo plurinacional en 1993 en el libro Política Macroeconómica en una Economía Mundial. En 1983 en un artículo en Econometrica, desarrolló con Ray Fair el primer algoritmo para resolver modelos dinámico estocásticos de equilibrio general que se convirtieron en parte de la solución popular de programas, tales como Dynare y EViews.
En 1977, Taylor y Edmund Phelps, al mismo tiempo que Stanley Fischer, demostraron que la política monetaria es útil para estabilizar la economía si los precios o los salarios son rígidos, incluso cuando todos los trabajadores y las empresas tienen expectativas racionales. Esto demostró que algunas de las ideas anteriores de la economía keynesiana se mantenían fieles a las expectativas racionales. Esto fue importante porque Thomas Sargent y Neil Wallace habían argumentado que las expectativas racionales inutilizarían la política macroeconómica para la estabilización. Los resultados de Taylor, Phelps y Fischer mostraron que la suposición crucial de Sargent y Wallace no eran expectativas racionales, sino precios perfectamente flexibles. Estos proyectos de investigación en conjunto podrían profundizar considerablemente nuestra comprensión de los límites de la propuesta de ineficacia política.
Luego, Taylor desarrolló el modelo de contrato escalonado de ajuste superpuesto de salarios y precios, que se convirtió en uno de los componentes básicos de la macroeconomía neokeynesiana que reconstruyó gran parte del macromodelo tradicional sobre fudamentos de expectativas racionales.
La investigación de Taylor sobre las reglas de política monetaria se remonta a sus estudios de pregrado en Princeton. Continuó en los años setenta y ochenta para explorar qué tipos de reglas de política monetaria reducirían más efectivamente los costos sociales de la inflación y las fluctuaciones del ciclo económico: ¿deberían los bancos centrales controlar la oferta monetaria, el nivel de precios o la tasa de interés? y ¿deberían estos instrumentos reaccionar ante los cambios en la producción, el desempleo, los precios de los activos o las tasas de inflación? Mostró que había una compensación, más tarde llamada curva de Taylor, entre la volatilidad de la inflación y la de la producción. La intervención de Taylor en 1993 en la Serie de conferencias sobre política pública de Carnegie-Rochester propuso que una política simple y efectiva del banco central que manipularía las tasas de interés a corto plazo, elevando las tasas para enfriar la economía cada vez que la inflación o el crecimiento de la producción se vuelven excesivos y bajando las tasas si caen demasiado bajo. La ecuación de la tasa de interés de Taylor se ha conocido como la regla de Taylor, y ahora es ampliamente aceptada como una fórmula efectiva para la toma de decisiones monetarias.
Una estipulación clave de la regla de Taylor, a veces llamada el principio de Taylor, es que la tasa de interés nominal debería aumentar en más de un punto porcentual por cada aumento de uno por ciento en la inflación. Algunas estimaciones empíricas indican que muchos bancos centrales hoy en día actúan aproximadamente como prescribe la regla de Taylor, pero violaron el principio de Taylor durante la espiral inflacionaria de la década de 1970.

## Investigación reciente
La investigación reciente de Taylor ha sido sobre la crisis financiera que comenzó en 2007 y la recesión económica mundial. Él encuentra que la crisis fue causada principalmente por políticas macroeconómicas defectuosas del gobierno de los EE. UU. y de otros gobiernos. Particularmente, se enfoca en la Reserva Federal que, bajo Alan Greenspan, un amigo personal de Taylor, creó "excesos monetarios" en los que las tasas de interés se mantuvieron demasiado bajas durante demasiado tiempo, lo que en su opinión, luego llevó directamente al auge de la vivienda. También cree que Freddie Mac y Fannie Mae estimularon el boom y que la crisis se diagnosticó erróneamente como de liquidez en lugar de un problema de riesgo de crédito. Escribió que "las acciones e intervenciones del gobierno, no cualquier falla o inestabilidad inherente de la economía privada, causaron, prolongaron y empeoraron la crisis".
La investigación de Taylor también ha examinado el impacto de la política fiscal en la reciente recesión. En noviembre de 2008, escribiendo para la sección de opinión del The Wall Street Journal, recomendó cuatro medidas para combatir la recesión económica: 
- (a) mantener permanentemente todas las tasas impositivas sobre la renta,
- (b) crear permanentemente un crédito tributario para los trabajadores igual al 6.2 por ciento de los salarios hasta 8.000 dólares,
- (c) incorporar "estabilizadores automáticos" como parte de los planes fiscales generales,
- (d) promulgar un plan de estímulo a corto plazo que también cumpla con los objetivos a largo plazo contra el desperdicio y la ineficiencia.

Afirmó que las reducciones de impuestos meramente temporales no servirían como una buena herramienta de política. Su investigación con John Cogan, Tobias Cwik y Volcker Wieland mostró que el multiplicador es mucho más pequeño en los nuevos modelos keynesianos que en los antiguos modelos keynesianos, un resultado que fue confirmado por los investigadores de los bancos centrales. También evaluó los paquetes de estímulo de 2008 y 2009 y argumentó que no fueron efectivos para estimular la economía.
En una entrevista de junio de 2011 en Bloomberg Television, Taylor hizo hincapié en la importancia de la reforma fiscal a largo plazo que establece el presupuesto federal de EE. UU. en el camino hacia el equilibrio. Advirtió que la Fed debería alejarse de las medidas de flexibilización cuantitativa y mantener una política monetaria más estable. También criticó la defensa del colega economista Paul Krugman de los programas de estímulo adicionales del Congreso, que Taylor dijo que no ayudarían en el largo plazo.
En su libro de 2012 First Principles: Five Keys to Restoring America's Prosperity, se esfuerza por explicar por qué las reformas que propone son parte de un conjunto más amplio de principios de libertad económica.

## Publicaciones seleccionadas
- «Monetary policy during a transition to rational expectations». Journal of Political Economy (Chicago Journals) 83 (5): 1009-22. October 1975. doi:10.1086/260374.
- Taylor, John B.; Phelps, Edmund S. (February 1977). «Stabilizing powers of monetary policy under rational expectations». Journal of Political Economy (Chicago Journals) 85 (1): 163-90. doi:10.1086/260550.
- «Staggered wage setting in a macro model». The American Economic Review (American Economic Association) 69 (2): 108-113. May 1979.

- «Estimation and control of a macroeconomic model with rational expectations». Econometrica (Wiley) 47 (5): 1267-86. September 1979. doi:10.2307/1911962.
- «Scale economies, product differentiation, and the pattern of trade». The American Economic Review (American Economic Association) 70 (5): 950-59. December 1980. Pdf.
- Taylor, John B. (1986), 'New econometric approaches to stabilization policy in stochastic models of macroeconomic fluctuations'. Ch. 34 of Handbook of Econometrics, vol. 3, Z. Griliches and M.D. Intriligator, eds. Elsevier Science Publishers.
- «Discretion versus policy rules in practice». Carnegie-Rochester Conference Series on Public Policy (Elsevier) 39: 195-214. December 1993. doi:10.1016/0167-2231(93)90009-L. Pdf.
- Taylor, John B. (1999), «An historical analysis of monetary policy rules»,  en Taylor, John B., ed., Monetary policy rules, Chicago: University of Chicago Press, ISBN 9780226791265..
- Global financial warriors: the untold story of international finance in the post-9/11 world. New York: W.W. Norton. 2007. ISBN 9780393064483.
- Taylor, John B. (2008), «Housing and monetary policy»,  en Reserve Bank of Kansas City, ed., Housing, housing finance, and monetary policy: a symposium sponsored by the Federal Reserve Bank of Kansas City, Jackson Hole, Wyoming, August 30-September 1, 2007, Kansas City, Missouri: Reserve Bank of Kansas City, pp. 463-76, OCLC 170267547.
- Taylor, John B. (2009), «The financial crisis and the policy response: an empirical analysis of what went wrong»,  en Bank of Canada Staff, ed., Festschrift in honour of David Dodge's contributions to Canadian public policy: proceedings of a conference held by the Bank of Canada, November, 2008, Ottawa: Bank of Canada, pp. 1-18, ISBN 9780660199276..
- Getting off track: how government actions and interventions caused, prolonged, and worsened the financial crisis. Stanford, California: Hoover Institution Press. 2009. ISBN 9780817949716.
- Taylor, John B., ed. (2009). Ending government bailouts as we know them. Stanford, California: Hoover Institution Press. ISBN 9780817911287.
- Taylor, John B. (30 de noviembre de 2010). «Refocus the Fed on price stability instead of bailing out fiscal policy». Archivado desde el original el 13 de abril de 2011.
- First principles: five keys to restoring America's prosperity. New York: W.W. Norton. 2012. ISBN 9780393345452.

## Leer más
- Libich, Jan; Nguyen, Dat Thanh; Stehlík, Petr (December 2015). «Monetary exit and fiscal spillovers». European Journal of Political Economy (Elsevier) 40 (A): 184-206. doi:10.1016/j.ejpoleco.2015.10.004. Pdf.